# اگازانو
اگازانو (به ایتالیایی: Agazzano) یک سکونتگاه مسکونی در ایتالیا است که در استان پیاچنزا واقع شده‌است.

## خصوصیات
اگازانو ۳۵٫۹ کیلومترمربع مساحت و ۲٬۰۲۱ نفر جمعیت دارد و ۱۸۷ متر بالاتر از سطح دریا واقع شده‌است.